# 赤野駅
赤野駅（あかのえき）は、高知県安芸市赤野にある、土佐くろしお鉄道（TKT）ごめん・なはり線の駅である。駅番号はGN30。

## 歴史
- 2002年（平成14年）7月1日：土佐くろしお鉄道ごめん・なはり線の駅として開設。

なお、1974年（昭和49年）3月31日まで、土佐電気鉄道安芸線に赤野駅が存在（場所は異なる）したが同線廃線に伴い、廃駅となっている。

## 駅構造
単式ホーム1面1線を有する高架駅。ホームは線路から見て南側（安芸方面に向かって右側）にあり、地上には休憩所が設置されている。
無人駅。地上から直接ホームへ上がる形となっている。

## 駅周辺
駅北方直ぐを国道55号が走っており、沿道に飲食店が数軒ある。駅南方から松原を挟んで太平洋を見渡すことが可能。
徒歩15分程の所に有光酒造場があり、年に1度の酒蔵開放日には一部快速列車も臨時停車する。

## イメージキャラクター

あかの カモメちゃん

名称は「あかの カモメちゃん」。阿佐線内から望むことが出来る太平洋に因んで、太平洋岸を飛び回るカモメをモチーフとしたキャラクターである。
モニュメントが休憩所手前に設置されている。

## 隣の駅
土佐くろしお鉄道
■ごめん・なはり線
■快速（下記以外）
通過
■快速（安芸行1本のみ）・■普通
和食駅 (GN31) - 赤野駅 (GN30) - 穴内駅 (GN29)